# Calappa
Calappa Weber, 1795 è un genere di crostaceo decapode della famiglia Calappidae.

## Tassonomia
- Calappa acutispina Lai, Chan & Ng, 2006
- Calappa africana Lai & Ng, 2006
- Calappa bicornis Miers, 1884
- Calappa bilineata Ng, Lai & Aungtonya, 2002
- Calappa calappa (Linnaeus, 1758)
- Calappa capellonis Laurie, 1906
- Calappa cinerea Holthuis, 1958
- Calappa clypeata Borradaile, 1903
- Calappa conifera Galil, 1997
- Calappa convexa Saussure, 1853
- Calappa dumortieri Guinot, 1962
- Calappa flammea (Herbst, 1794)
- Calappa galloides Stimpson, 1859
- Calappa gallus (Herbst, 1803)
- Calappa granulata (Linnaeus, 1758)
- Calappa guerini De Brito Capello, 1871
- Calappa hepatica (Linnaeus, 1758)
- Calappa japonica Ortmann, 1892
- Calappa liaoi Ng, 2002
- Calappa lophos (Herbst, 1782)
- Calappa monilicanthus Latreille, 1812
- Calappa nitida Galil, 1997
- Calappa ocellata Holthuis, 1958
- Calappa ocularia Holthuis, 1958
- Calappa pelii Herklots, 1851
- Calappa philargius (Linnaeus, 1758)
- Calappa pokipoki Ng, 2000
- Calappa pustulosa Alcock, 1896
- Calappa quadrimaculata Takeda & Shikatani, 1990
- Calappa rosea Jarocki, 1825
- Calappa rubroguttata Herklots, 1851
- Calappa sebastieni Galil, 1997
- Calappa springeri Rathbun, 1931
- Calappa sulcata Rathbun, 1898
- Calappa tortugae Rathbun, 1933
- Calappa torulosa Galil, 1997
- Calappa tuberculata (Fabricius, 1793)
- Calappa tuerkayana Pastore, 1995
- Calappa undulata Dai & Yang, 1991
- Calappa woodmasoni Alcock, 1896
- Calappa yamasitae Sakai, 1980